# Дженгіз Арслан
Дженгіз Арслан (тур. Cengiz Arslan; нар. 1 червня 1996) — турецький борець греко-римського стилю, срібний призер чемпіонату Європи, бронзовий призер Кубку світу, бронзовий призер чемпіонату світу серед студентів.

## Життєпис
Боротьбою почав займатися з 2008 року. У 2015 році став чемпіоном Європи серед юніорів. У 2018 році здобув срібну медаль чемпіонату Європи серед молоді. Того ж року на чемпіонаті світу серед молоді здобув чемпіонський титул. Наступного року став бронзовим призером чемпіонату Європи серед молоді.
Виступає за борцівський клуб «Bueyueksehir Beledyie» Стамбул. Тренер — Юсуф Дюзер.

## Спортивні результати на міжнародних змаганнях

### Виступи на Чемпіонатах світу
| Змагання                        | Збірна    | Вагова категорія                 | Місце |
| ------------------------------- | --------- | -------------------------------- | ----- |
| Чемпіонат світу з боротьби 2019 | Туреччина | греко-римська боротьба, до 72 кг | 17    |
| Чемпіонат світу з боротьби 2021 | Туреччина | греко-римська боротьба, до 72 кг | 5     |

### Виступи на Чемпіонатах Європи
| Змагання                         | Збірна    | Вагова категорія                 | Місце  |
| -------------------------------- | --------- | -------------------------------- | ------ |
| Чемпіонат Європи з боротьби 2019 | Туреччина | греко-римська боротьба, до 72 кг | Срібло |
| Чемпіонат Європи з боротьби 2022 | Туреччина | греко-римська боротьба, до 72 кг | 15     |

### Виступи на Кубках світу
| Змагання                    | Збірна    | Вагова категорія                 | Місце  |
| --------------------------- | --------- | -------------------------------- | ------ |
| Кубок світу з боротьби 2020 | Туреччина | греко-римська боротьба, до 72 кг | Бронза |

### Виступи на Чемпіонатах світу серед студентів
| Змагання                                        | Збірна    | Вагова категорія                 | Місце  |
| ----------------------------------------------- | --------- | -------------------------------- | ------ |
| Чемпіонат світу з боротьби серед студентів 2016 | Туреччина | греко-римська боротьба, до 71 кг | Бронза |

### Виступи на інших змаганнях
| Змагання                                            | Збірна    | Вагова категорія                 | Місце  |
| --------------------------------------------------- | --------- | -------------------------------- | ------ |
| Вогні Москви 2014                                   | Туреччина | греко-римська боротьба, до 66 кг | Срібло |
| Турнір Вехбі Емре і Гаміта Каплана 2015             | Туреччина | греко-римська боротьба, до 66 кг | Бронза |
| Турнір Дана Колова — Николи Петрова 2015            | Туреччина | греко-римська боротьба, до 66 кг | 8      |
| Меморіал Іона Корнеану 2015                         | Туреччина | греко-римська боротьба, до 66 кг | Срібло |
| Кубок Владислава Пітласинські 2015                  | Туреччина | греко-римська боротьба, до 66 кг | 30     |
| Турнір Вехбі Емре і Гаміта Каплана 2017             | Туреччина | греко-римська боротьба, до 71 кг | 16     |
| Турнір Г. Картозія і В. Балавадзе 2017              | Туреччина | греко-римська боротьба, до 71 кг | Бронза |
| Кубок Владислава Пітласинські 2017                  | Туреччина | греко-римська боротьба, до 71 кг | 27     |
| Турнір Дана Колова — Николи Петрова 2018            | Туреччина | греко-римська боротьба, до 72 кг | Бронза |
| Турнір Вехбі Емре і Гаміта Каплана 2018             | Туреччина | греко-римська боротьба, до 72 кг | Бронза |
| Гран-прі Німеччини з боротьби 2018                  | Туреччина | греко-римська боротьба, до 72 кг | 18     |
| Кубок Владислава Пітласинські 2018                  | Туреччина | греко-римська боротьба, до 72 кг | Золото |
| Турнір Вехбі Емре і Гаміта Каплана 2019             | Туреччина | греко-римська боротьба, до 72 кг | Срібло |
| Гран-прі Загреба з боротьби 2019                    | Туреччина | греко-римська боротьба, до 72 кг | 5      |
| Турнір Маттео Пелліцоне 2020                        | Туреччина | греко-римська боротьба, до 72 кг | Бронза |
| Кубок Владислава Пітласинські 2020                  | Туреччина | греко-римська боротьба, до 72 кг | Золото |
| Гран-прі Франції Анрі Деглана 2021                  | Туреччина | греко-римська боротьба, до 72 кг | Бронза |
| Кубок Владислава Пітласинські 2021                  | Туреччина | греко-римська боротьба, до 72 кг | Бронза |
| Відкритий чемпіонат Загреба з боротьби 2022         | Туреччина | греко-римська боротьба, до 72 кг | Бронза |
| Турнір Яшара Догу, Вехбі Емре і Гаміта Каплана 2024 | Туреччина | греко-римська боротьба, до 77 кг | 17     |

### Виступи на змаганнях молодших вікових груп
| Змагання                                       | Збірна    | Вагова категорія                 | Місце  |
| ---------------------------------------------- | --------- | -------------------------------- | ------ |
| Чемпіонат Європи з боротьби серед кадетів 2011 | Туреччина | греко-римська боротьба, до 46 кг | 5      |
| Чемпіонат світу з боротьби серед кадетів 2013  | Туреччина | греко-римська боротьба, до 58 кг | 7      |
| Чемпіонат світу з боротьби серед юніорів 2014  | Туреччина | греко-римська боротьба, до 66 кг | 5      |
| Чемпіонат Європи з боротьби серед юніорів 2015 | Туреччина | греко-римська боротьба, до 66 кг | Золото |
| Чемпіонат Європи з боротьби серед молоді 2018  | Туреччина | греко-римська боротьба, до 72 кг | Срібло |
| Чемпіонат світу з боротьби серед молоді 2018   | Туреччина | греко-римська боротьба, до 72 кг | Золото |
| Чемпіонат Європи з боротьби серед молоді 2019  | Туреччина | греко-римська боротьба, до 72 кг | Бронза |
| Чемпіонат світу з боротьби серед молоді 2019   | Туреччина | греко-римська боротьба, до 72 кг | 13     |